# Cal Piteu (Guissona)
Cal Piteu és una casa de Guissona, a la Segarra, inclosa en l'Inventari del Patrimoni Arquitectònic de Catalunya.

## Descripció

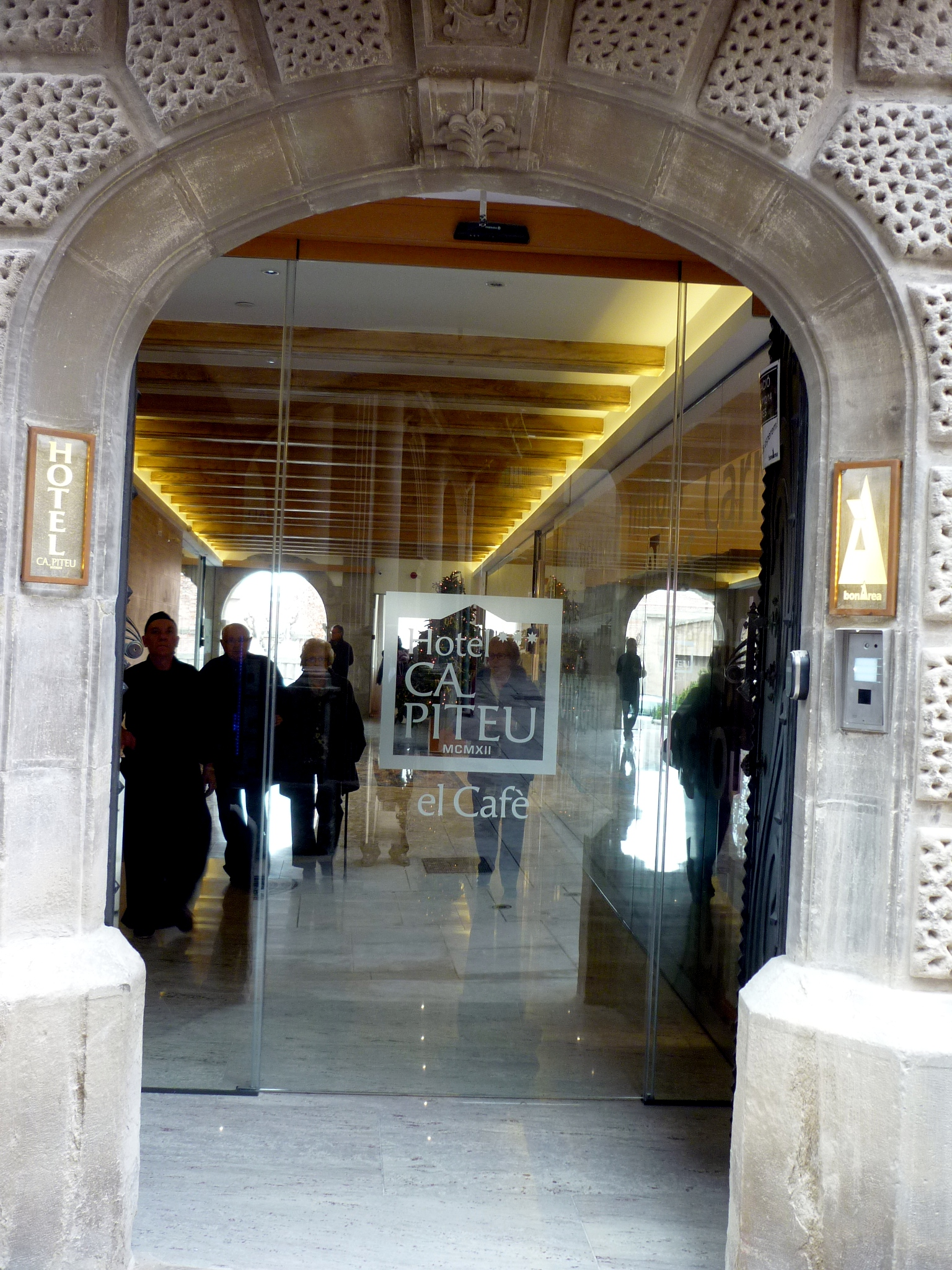
Portal d'entrada

Aquest edifici està ubicat en un dels punts més antics de la vila de Guissona. La totalitat d'aquest edifici es pot admirar des de la Plaça Pere Fages, tot i que aquest forma part del carrer de la Font. És una construcció de pedra estructurada en tres cossos verticals mitjançant unes bandes verticals formades per grans carreus de pedra rectangular. Accedim a l'edifici a través d'una porta rectangular, situada al costat esquerre de l'edifici, emmarcada per un arc escarser amb una mènsula central en la qual hi ha esculpides les inicials "CR". Hi trobem també tres obertures rectangulars amb arcs de mig punt i reixes de ferro forjat amb elements daurats. Al primer pis, en els dos cossos laterals, dos balcons amb barana ondulada i una motllura sinuosa que envolta les obertures rectangulars; mentre que en el cos central apareixen dues finestres d'arc de mig punt recolzades en quatre columnes amb capitells i bases. En el segon pis un balcó central amb un frontó semicircular sostingut per pilastra, i dues finestres laterals amb motllura, guardapols i reixa. L'edifici està coronat per un frontó triangular amb la data "MCMXI" inscrita al centre.
Després d'anys d'un cert abandó, l'edifici s'ha revitalitzat per mitjà d'una reforma total del seu interior per reconvertir-lo en un hotel: l'únic que hi ha en tot Guissona.

## Referències

Cal Piteu
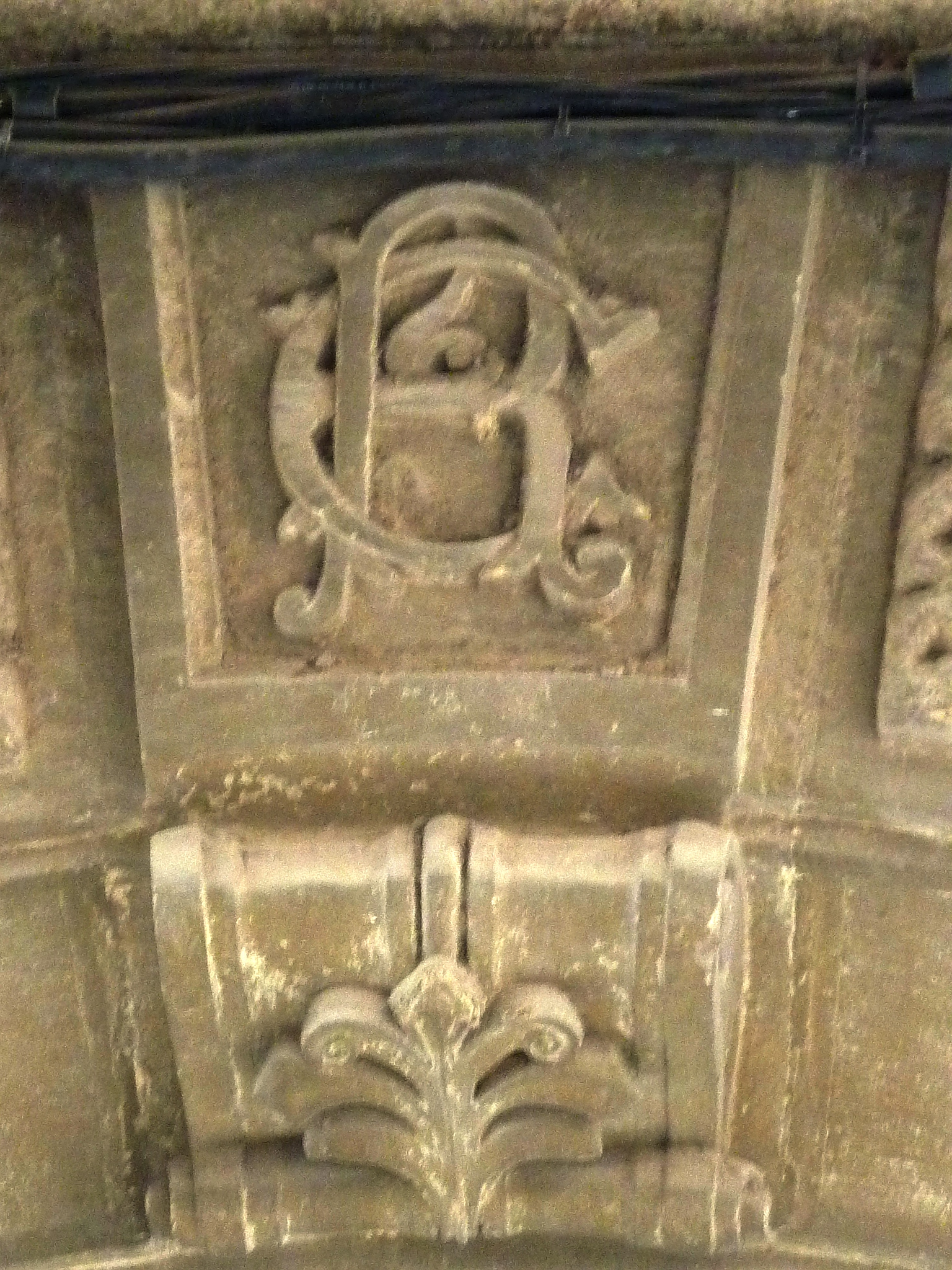
Mènsula
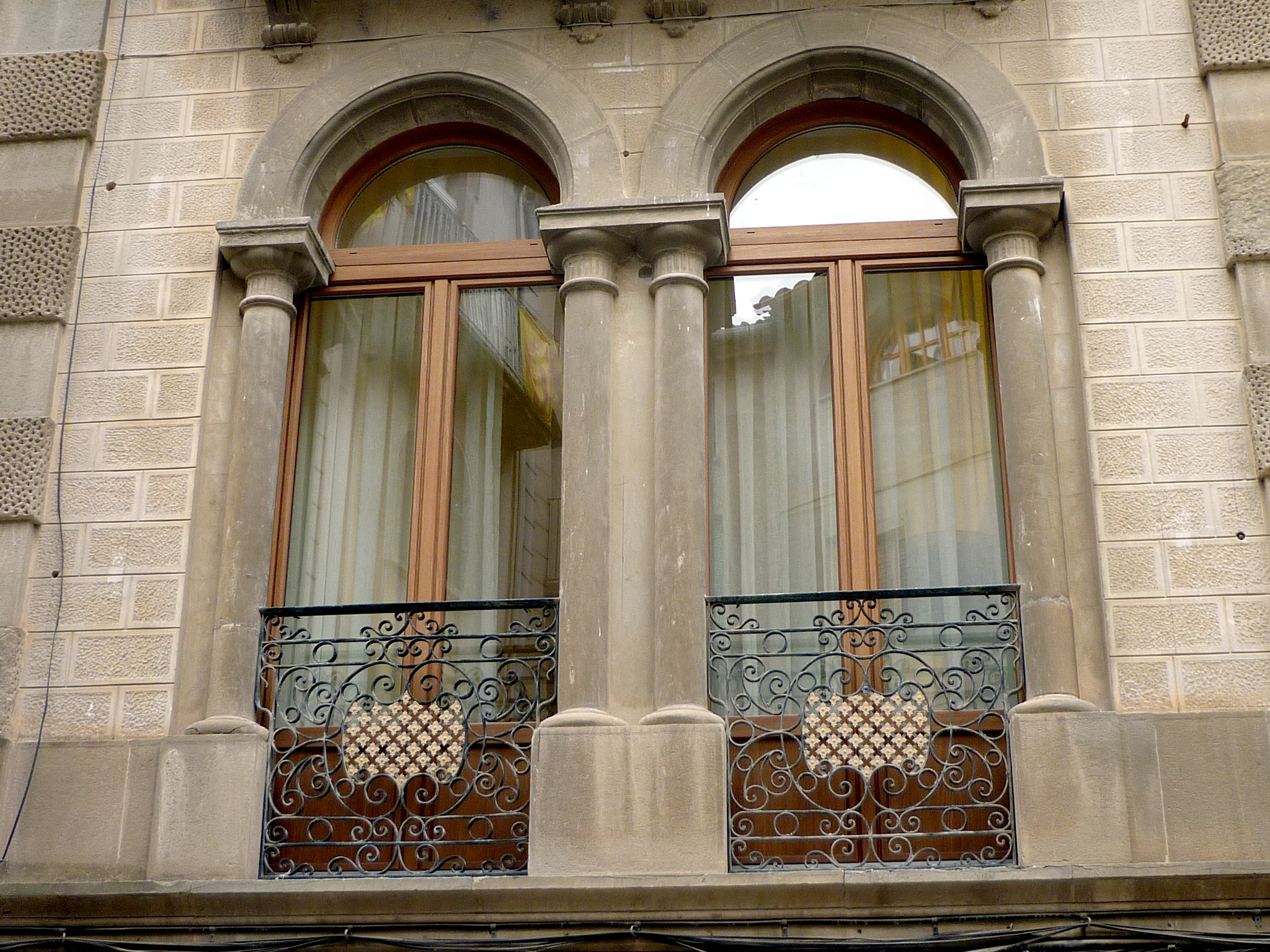
Detall de la façana
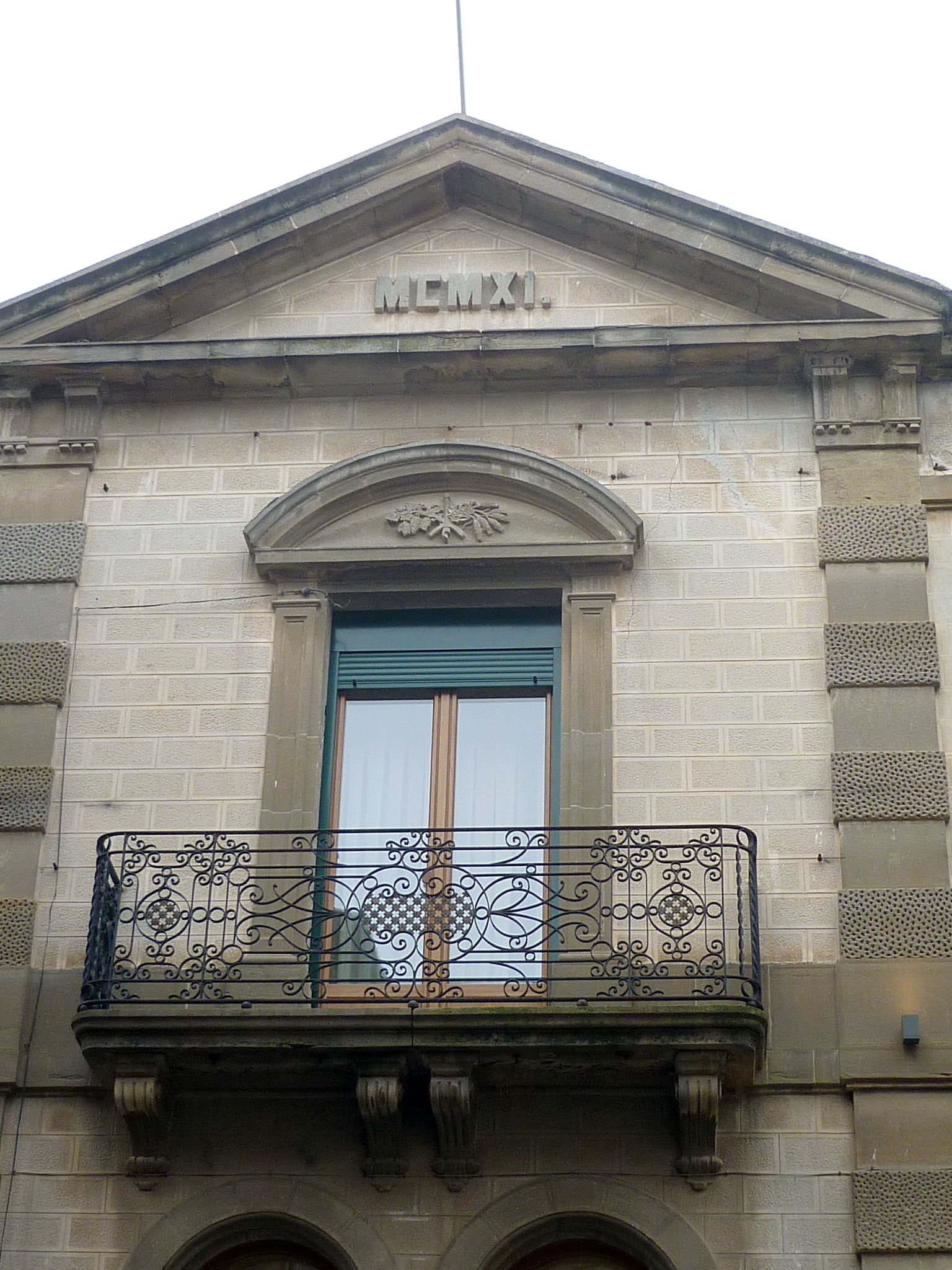
Frontis
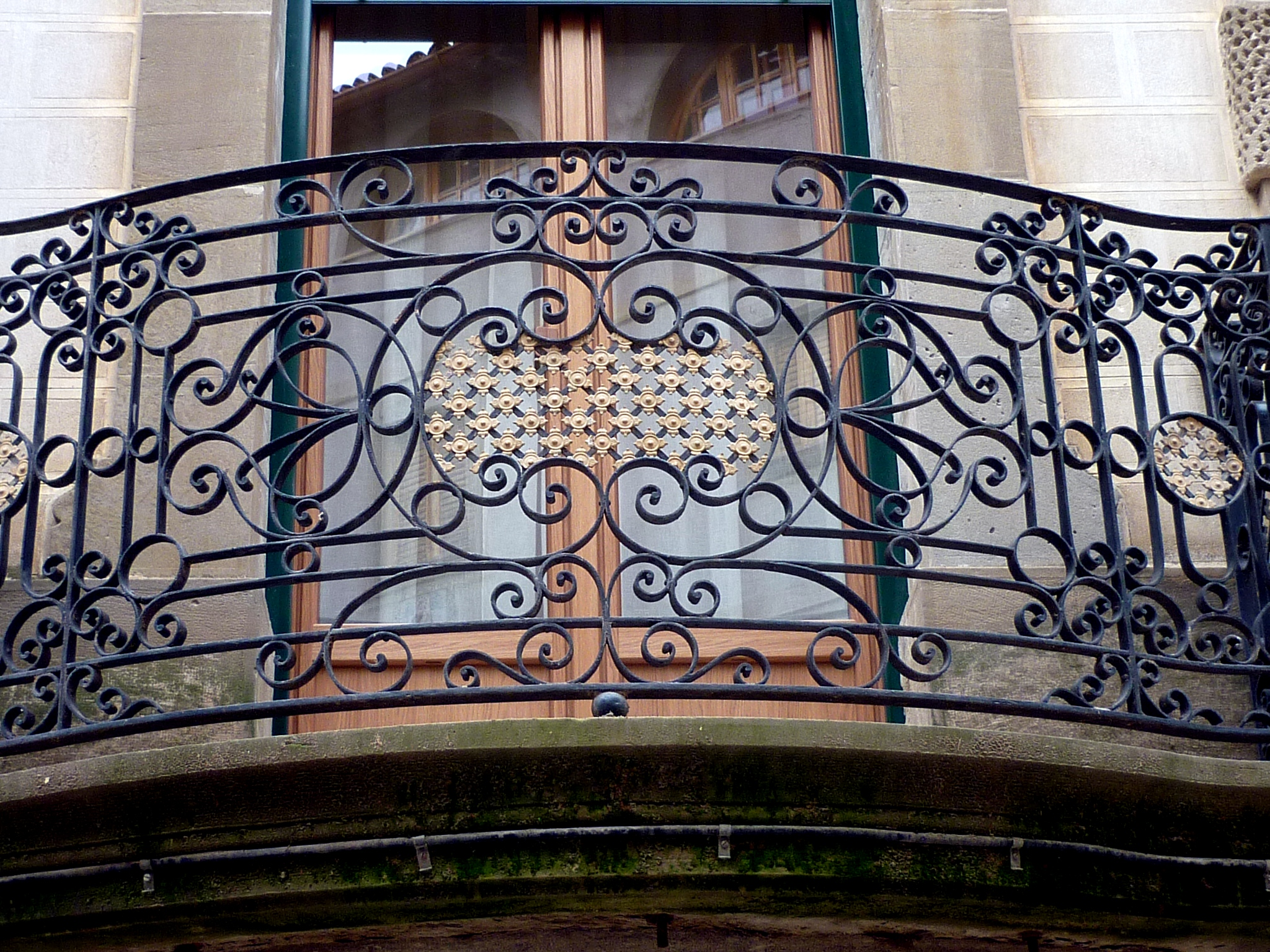
Detall d'un balcó
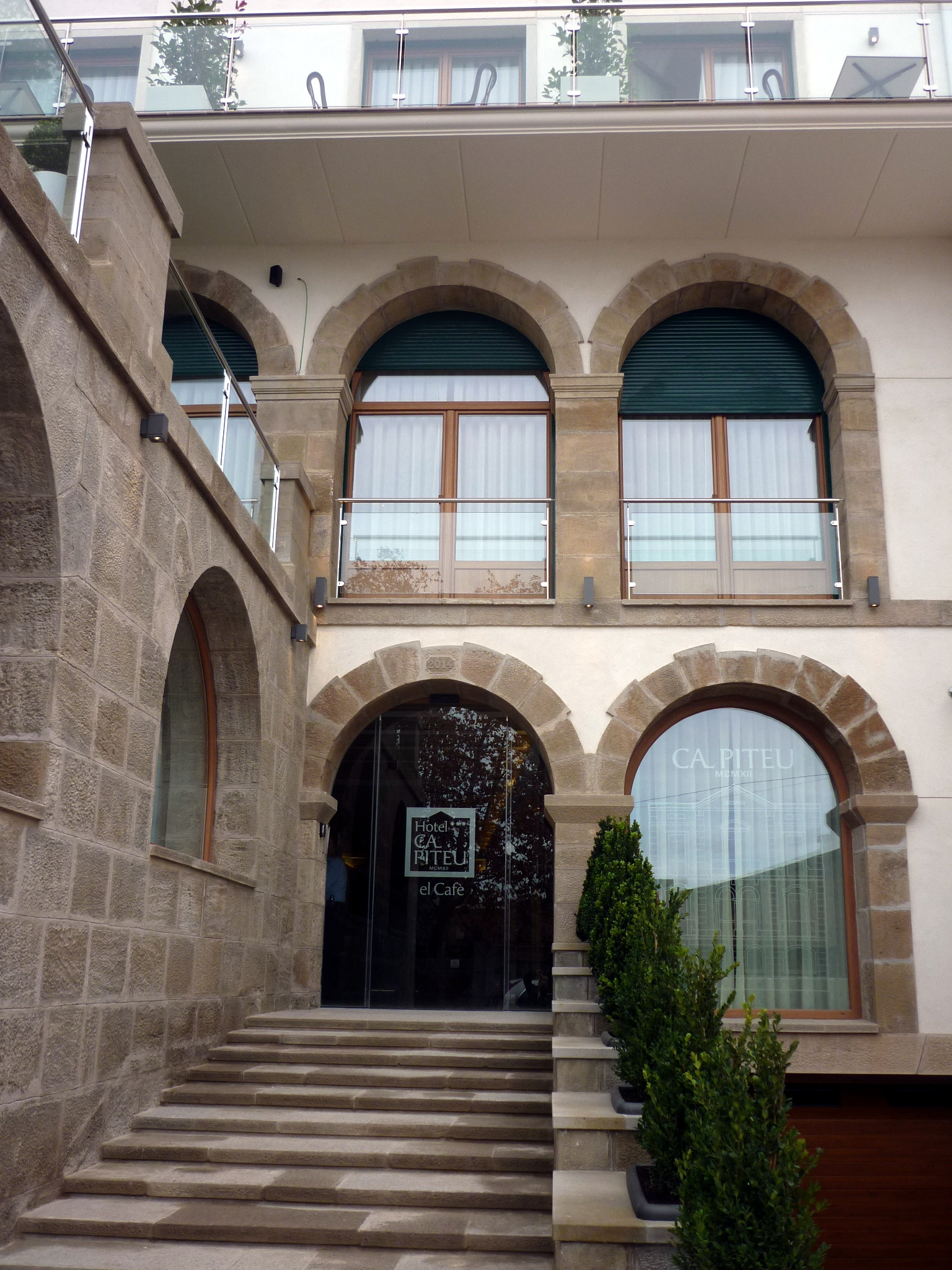
Façana Avda. Notari Faus